# Meiconodon
Meiconodon — це вимерлий рід триконодонтів, який існував у Китаї на початку крейдяного періоду (аптський/альбський вік). Його описали Нао Кусухасі, Яомінг Ху, Юаньцін Ван, Сатоші Хірасава та Хіросіге Мацуока в 2009 році, а типовим видом є Meiconodon lii.